# Azola

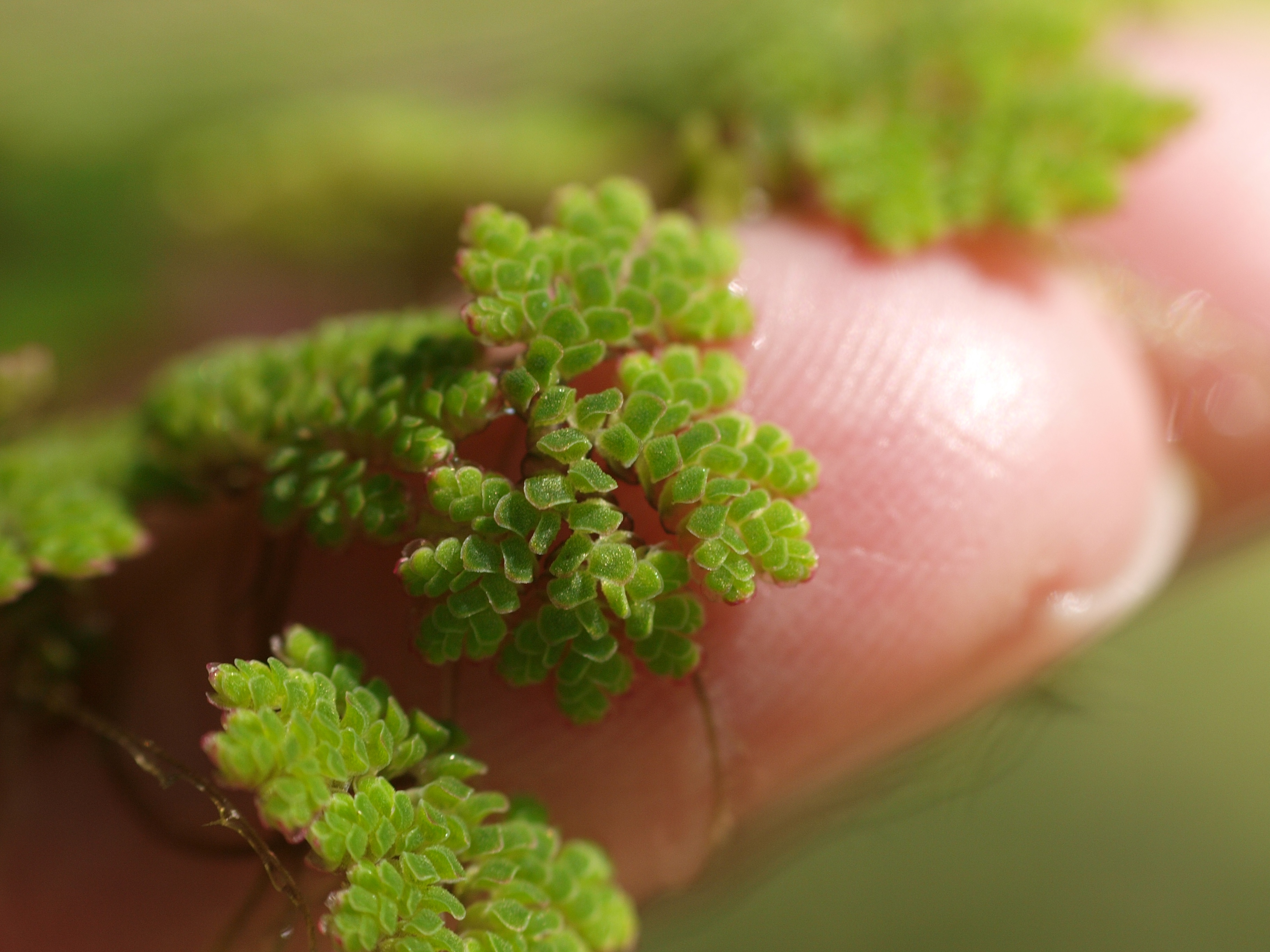
Makrosnímek rostliny

Azola (Azolla) je rod drobných vodních vzplývavých kapradin z čeledi nepukalkovité. Jednotlivé rostlinky mají štíhlé, rozvětvené stonky s překrývajícími se šupinatými lístky do velikosti jednoho milimetru. Každá rostlina připomíná malou plovoucí mechovou rostlinku se splývavými kořeny na spodní straně. Rostlinky inklinují k tvoření shluků a často tvoří kompaktní rohože na vodní hladině. Při růstu na slunci vystaveném místě, zejména v pozdním létě a na podzim, může měnit své zbarvení na načervenalé v kontrastu s jasně zelenými vláknitými řasami.

## Symbióza

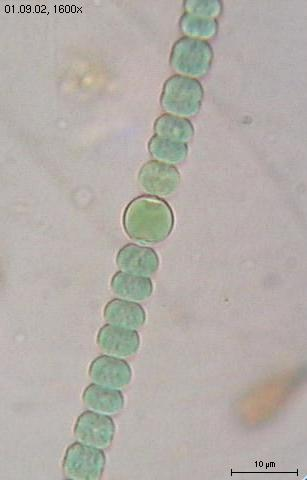
Řetězec korálků sinice Anabaena

Pro azolu je příznačná symbióza se sinicí Anabaena azollae. Díky tomuto spojení je v rostlině fixováno velké množství dusíku, který z ní činí kvalitní hnojivo. Dusík není soustředěn přímo v rostlině jako takové, ale je fixován právě sinicemi, ukrytými v dutinkách listů. Sinice získává plynný dusík ze vzduchu ve formě nepoužitelné samotnou rostlinou, rozdělí ho a spojí s vodíkem za vzniku amonných iontů. Takto je již rostlina schopna dusík využít. biosyntéza amonných iontů probíhá v sinici Anabaena ve specializovaných buňkách, které se nazývají heterocysty. Tyto buňky lze snadno pozorovat již při 100 násobném zvětšení. Anabeana vypadá jako řetězec korálků. Každá z jednotlivých kuliček (buněk) obsahuje modro-zelené barvivo a je schopna fotosyntézy. Heterocysty jsou větší, bezbarvé, tlustostěnné buňky rozptýlené kolem řetězce. Silné stěny heterocyst zabraňují vstupu kyslíku, který by jinak narušoval funkci enzymů, důležitých pro syntézu amonných iontů uvnitř buňky.
Dlouhým, volným vláknům sinice se daří především ve vodě okolo vrcholu stonku azoly. Jakmile se mladý list začne tvořit v blízkosti vrcholu stonku, vytvoří si na svém začátku jamku. Z povrchu této jamky vyrůstají jemné vlásky, připomínající nafouknutou gumovou rukavici. Vlásky zachytí sinici a tím, jak se jamka prohlubuje, vytváří v listu kapsu. Tato kapsa se nakonec uzavře a zadrží sinici uvnitř. Jakmile je sinice uvnitř, vyvíjejí se heterocysty a začne syntéza amonných iontů. Během těchto procesů vyroste uvnitř dutiny jiný typ vlásků, které pohlcují amonné ionty vyprodukované sinicí. Tímto zpřístupní dusík celé rostlině.
Sinice i azola profitují z jejich blízkého vztahu. Pro sinici tento vztah znamená vhodné místo k růstu a kapradina dostává pravidelný přísun potřebného dusíku. Ale toto spojení však není naprosto nezbytné. Byly pozorovány případy samostatně rostoucích rostlin i samostatně žijících sinic Anabaena. Nicméně toto spojení se pro ně zdá být nejvýhodnější.

## Využití

### Na rýžových polích
Pěstitelé na rýžových polích v Číně a ve Vietnamu využívali spojení azoly a Anabaena po celá staletí. Její pěstování jako hnojiva pro rýži započalo pravděpodobně v Číně během vlády dynastie Ming (1368–1644) a ve Vietnamu během 11. století. Až
donedávna bylo její pěstovaní výsadou pouze malého počtu vesnic. Pouze tamní rolníci znali správný postup kultivace. Pěstitelé ze širokého okolí museli cestovat do těchto vesnic pro počáteční zásoby pro jejich pole. Ve vesnicích, které ji produkovaly, v provincii Thai Binh ve Vietnamu, byl tento monopol považován za tak cenný, že tajemství pěstování, bylo předáváno mladým mužům během slavnostní ceremonie poté, co se oženili a začali samostatně hospodařit. Ženám, ze strachu že by se provdaly mimo vesnici, nebylo tajemství pěstování sdělováno. Monopol vesnicím sebraly vlády Číny a Vietnamu na konci 50 let 20. století, když nechaly vybudovat nové pěstírny a začaly financovat výzkum využití azoly jako hnojiva.

### Jiná využití

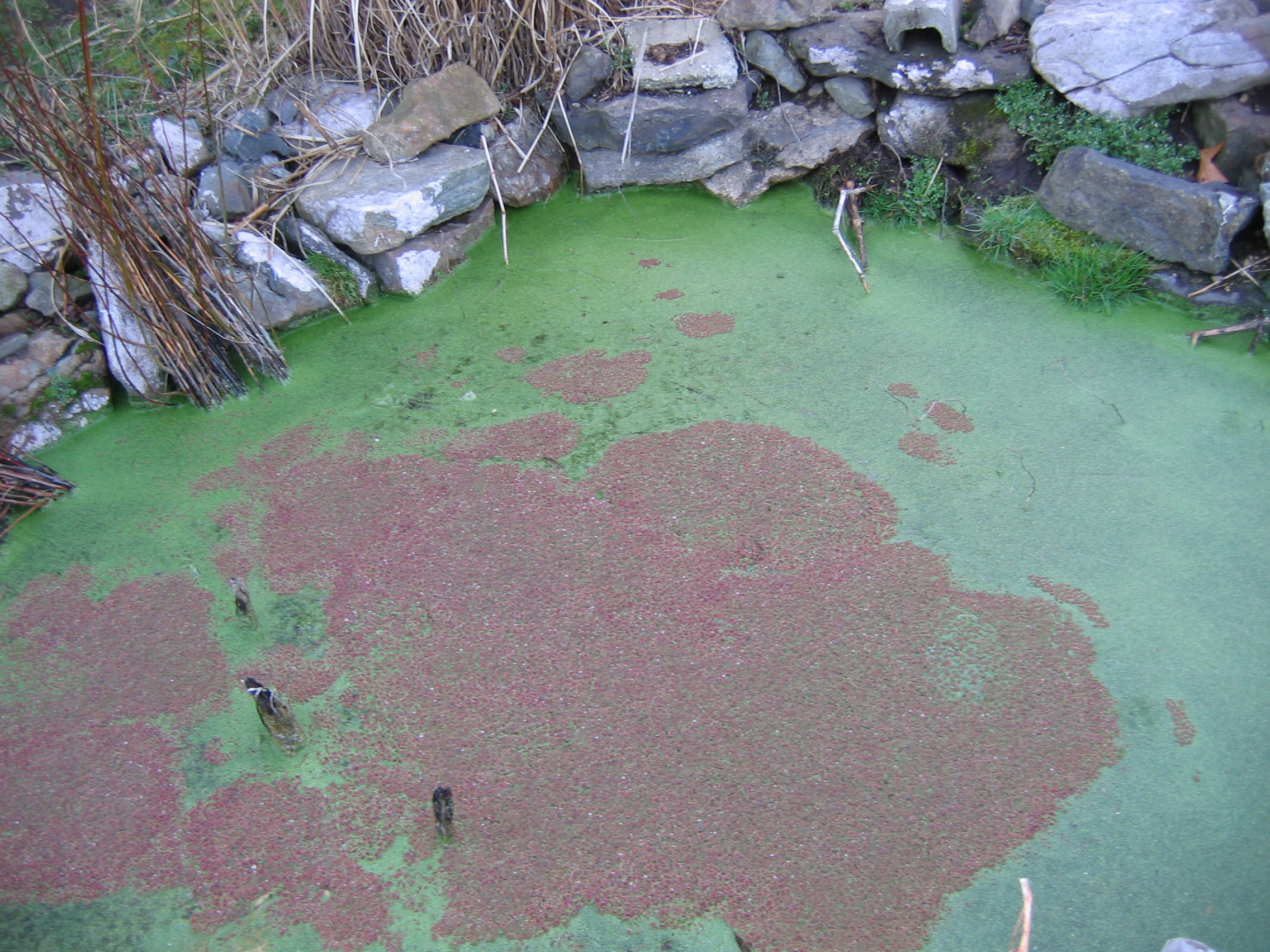
Azolla caroliniana – zimní zabarvení

Azola se dále využívá i pří pěstování dalších druhů „vodních“ plodin a také jako doplněk stravy skotu, prasat a drůbeže. Může také plnit okrasnou funkci v parkových nádržích. Její populací je také možné regulovat množství komárů v určitých oblastech, neboť na vodních hladinách vytváří souvislou vrstvu, která hmyzu zabraňuje v kladení vajíček.

## Pěstování
Největším problémem pěstování azoly je zajištění životaschopnosti během zimy a uprostřed léta. Zimy v mírných oblastech Číny jsou pro původní asijské druhy příliš studené. Ani nejodolnější druhy nejsou schopny přežít teploty pod bodem mrazu. Na druhou stranu, na vrcholu léta, je zvláště v jižní Číně a Vietnamu přílišné horko. Teplota vody v rýžových polích se pohybuje mezi 40–45 °C. Azola přitom přestává růst již při 35 °C. V létě ji ohrožuje také velký počet hmyzích škůdců a hub. Při správné kombinaci slunečního svitu, teploty a živin se dokáže celá populace zdvojnásobit během 3–5 dnů. Následně je rozptýlena do jednotlivých políček, kde zhruba po měsíci na hladině vytvoří kompaktní vrstvu. Následně se voda z polí vyčerpá a rostlinky zůstanou ležet na bahnitém dně, do kterého jsou potom zamíchány oráním, ať už mechanicky, nebo ručně. Na takto vyživenou půdu je znovu napuštěna voda a rýže může být vysazena.
Překážku při použití jako hnojiva při pěstování rýže tvoří používané herbicidy, které tuto rostlinu likvidují. Nemalé množství rolníků se tak radši vzdá kvalitního hnojiva, než aby oželeli kontrolu nad růstem plevelu. Největším problémem je však časová náročnost péče o jejich populace. Ve vyspělejších zemích by se jednoduše nevyplatilo tento způsob pěstování provozovat, jelikož by náklady na pracovní sílu velmi pravděpodobně převažovaly nad výnosy z prodeje.

## Zástupci
- azola americká (Azolla filiculoides)
- Azolla caroliniana
- Azolla circinata
- Azolla japonica
- Azolla mexicana
- Azolla microphylla
- Azolla nilotica
- Azolla pinnata
- Azolla rubra